# Gonazula
Gonazula is een geslacht van hooiwagens uit de familie Gonyleptidae.
De wetenschappelijke naam Gonazula is voor het eerst geldig gepubliceerd door Roewer in 1930. 

## Soorten
Gonazula is monotypisch en omvat slechts de volgende soort:
- Gonazula gibbosa